# Каноза ди Пуља
Каноза ди Пуља (итал. Canosa di Puglia) је насеље у Италији у округу Барлета-Андрија-Трани, региону Апулија.
Према процени из 2011. у насељу је живело 30046 становника. Насеље се налази на надморској висини од 131 м.

## Становништво
| 1931.  | 1936.  | 1951.  | 1961.  | 1971.  | 1981.  | 1991.  | 2001.  | 2011.  |
| ------ | ------ | ------ | ------ | ------ | ------ | ------ | ------ | ------ |
| 27.583 | 28.377 | 34.342 | 34.015 | 30.720 | 30.948 | 31.240 | 31.445 | 30.422 |